# The Thunderer
The Thunderer ist ein Berg im nordöstlichen Teil des Yellowstone-Nationalparks im US-Bundesstaat Wyoming. Sein Gipfel hat eine Höhe von 3218 m. Er ist Teil der Absaroka-Bergkette in den Rocky Mountains und liegt wenige Kilometer südwestlich des Ortes Cooke City. Benannt wurde The Thunderer von Mitgliedern des Arnold Hague Geological Survey im Jahr 1885 für seine Neigung, Gewitter anzuziehen. Er befindet sich nördlich des Mount Norris, erhebt sich über das Lamar Valley und ist von der Northeast Entrance Road (US-212) sichtbar.
Das nördliche Ende des Berges kann über den 11,9 km langen Thunderer Cutoff Trail erreicht werden. Der Trailhead befindet sich direkt gegenüber des Pebble Creek Campground an der Northeast Entrance Road.

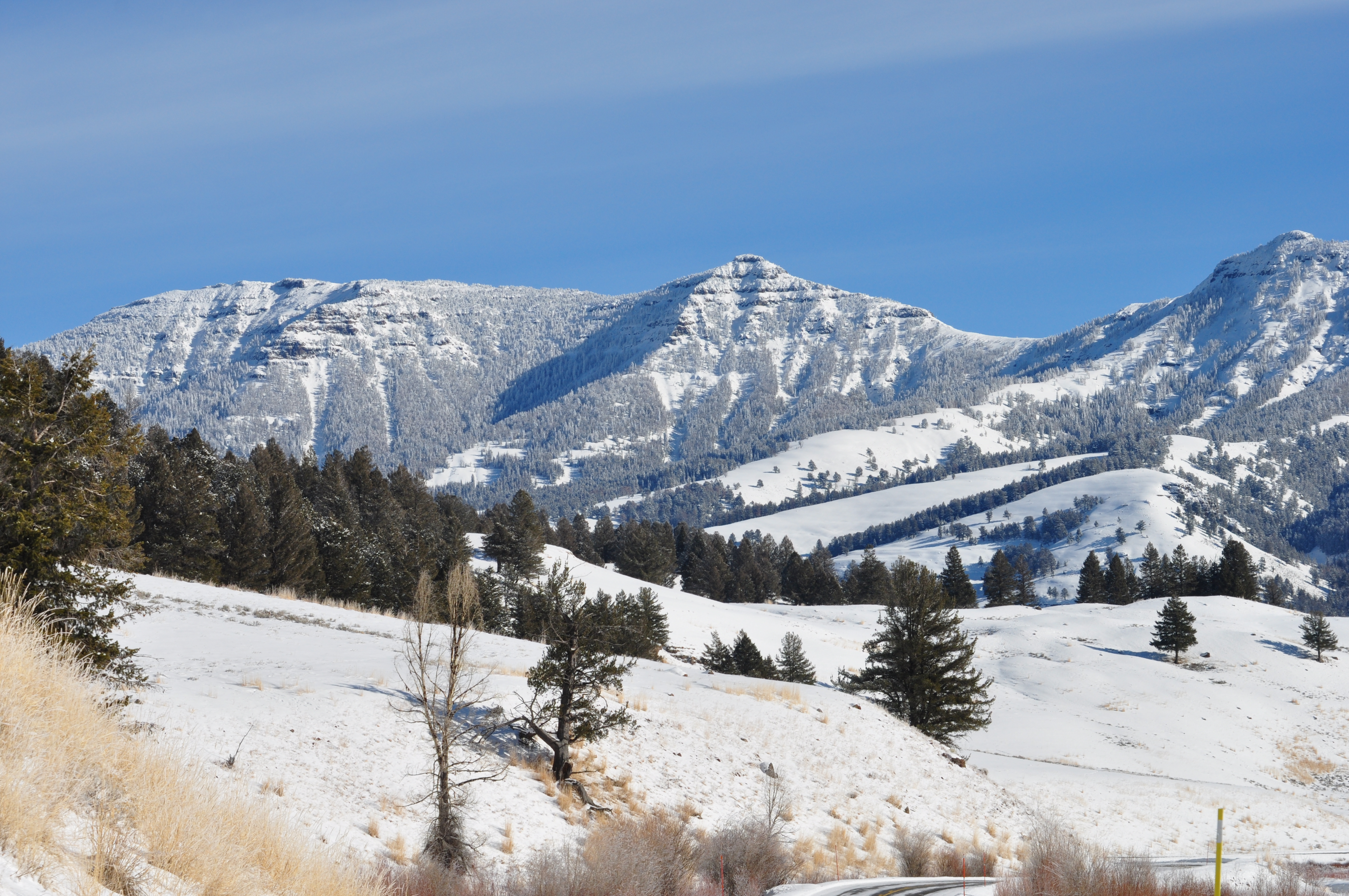
Auf der linken Seite The Thunderer, rechts Mount Norris